# HD 105138
HD 105138，又名CP-67 1903，SAO 251737、HR 4614，是一颗恒星，视星等为6.23，位于銀經298.83，銀緯-6.14，其B1900.0坐标为赤經12h 1m 7.2s，赤緯-68° -6.14′ 40″。